# リザトリプタン
リザトリプタン（Rizatriptan）は、マクサルト（Maxalt）などの商品名で販売されている片頭痛の治療に用いられる医薬品である。片頭痛が始まった直後に服用するとより効果的である。ただし過度の服用は、薬物乱用頭痛を引き起こす場合がある。なお、投与経路は経口である。

## 効能または効果
片頭痛
- 国際頭痛学会（英語版）の片頭痛診断基準により「前兆のない片頭痛」あるいは「前兆のある片頭痛」と診断が確定された場合にのみ使用出来る[3]。

予防効果は無い。2010年のレビューでは、スマトリプタンよりも有効性と忍容性が優れているとされた。

## 禁忌
心筋梗塞を含む虚血性心疾患、脳血管障害、一過性脳虚血発作、末梢血管障害、未治療の高血圧症、重度肝機能障害、腎不全（血液透析中）等を有する患者には禁忌である。

## 副作用
一般的な副作用に、胸痛、めまい、口渇、痺れなどが挙げられ、その他の副作用に、心筋梗塞、脳卒中、高血圧、セロトニン症候群、アナフィラキシーなどが挙げられる。過度の服用は、薬物乱用頭痛を引き起こす場合がある。妊娠中の人への投与は推奨されず、授乳中の人への投与も服用後24時間以内の授乳は推奨されない。

## 作用機序
リザトリプタンはトリプタン系化合物に分類され、他のトリプタン系化合物であるスマトリプタンやゾルミトリプタンと同様に、セロトニンの5-HT1Bおよび5-HT1D受容体のアゴニストとして作用する。血管平滑筋の5-HT1B受容体を刺激することで血管平滑筋を収縮し、三叉神経終末のシナプス前5-HT1D受容体を刺激することで三叉神経の感覚ニューロンからのカルシトニン遺伝子関連ペプチド（CGRP）の放出を抑制する事により、血管収縮を引き起こす。

## 歴史
リザトリプタンは米国では1991年に特許認可され、1998年に医薬品として用いられるようになった。後発医薬品として入手できる。なお、2017年に米国で処方された医薬品順位では、リザトリプタンは204位に入っており、その処方件数は200万件を超えていた。
日本では、2003年7月に承認され、2013年4月に再審査を終了した。